# Lüjing
Lüjing är en köping i nordvästra Kina. Den ligger i Min härad i staden Dingxi i provinsen Gansu,  omkring 200 kilometer söder om provinshuvudstaden Lanzhou. Antalet invånare är 32 980. Befolkningen består av 16 299 kvinnor och 16 681 män. Barn under 15 år utgör 23,0 %, vuxna 15-64 år 69 %, och äldre över 65 år 6,0 %.